# Cuevas (Valderrey)
Cuevas es una localidad del municipio leonés de Valderrey, en la Comunidad Autónoma de Castilla y León. 
La iglesia está dedicada a san Juan Evangelista.

## Localidades limítrofes
Confina con las siguientes localidades:
- Al norte con Nistal.
- Al sureste con Castrillo de las Piedras.
- Al sur con Valderrey y Matanza.
- Al oeste con Piedralba.
- Al noroeste con Astorga.

## Demografía
Evolución de la población
| Gráfica de evolución demográfica de Cuevas entre 2000 y 2017       |
|                                                                    |
| Población de derecho (2000-2017) según el padrón municipal del INE |

## Historia
Así se describe a Cuevas en el tomo VII del Diccionario geográfico-estadístico-histórico de España y sus posesiones de Ultramar, obra impulsada por Pascual Madoz a mediados del siglo XIX:

Lugar en la provincia de León, partido judicial y diócesis de Astorga, audiencia territorial y capitanía general de Valladolid, ayuntamiento de San Román; Situado junto al río Valimbre; le combaten los vientos del N, E y O con especialidad, y disfruta de clima sano, si bien se padecen algunas pulmonías e intermitentes. Tiene iglesia anejo de la de Celada, dedicada a San Juan. Confina N Celada; ES Castrillo de las Piedras, y O Pedralba. El terreno es de mediana calidad; le fertilizan las aguas del indicado río, al que atraviesa un puente de piedra que lleva su mismo nombre de 60 pies de ancho, recientemente construido. Producciones: trigo, centeno, legumbres, algún lino y pastos; cría ganado lanar y vacuno, y alguna pesca. Industria: 3 molinos harineros y uno de aceite de linaza. Población: 21 vecinos, 82 almas. Contribución: con el ayuntamiento.
Diccionario geográfico-estadístico-histórico de España y sus posesiones de Ultramar